# Operațiunea Queen
Operațiunea Regina (Queen) a fost atacul american din timpul celui de-al doilea Război Mondial pe frontul de vest împotriva Liniei Siegfried.
Operațiunea avea ca obiectiv traversarea cursului râului Rur, de unde urma să fie declanșat asaltul spre Rin și mai departe, în inima Germaniei. Atacul a fost executat de Armata I și Armata a 9-a SUA. 
Ofensiva a fost declanșată pe 16 noiembrie 1944 cu unul dintre cele mai puternice bombardamente tactice ale aliaților din întregul război. În ciuda tuturor eforturilor, înaintarea aliaților a fost neașteptat de înceată, în principal datorită rezistenței germane, în special din pădurea Hürtgen, zonă prin care s-au dat principalele lupte. Spre mijlocul lunii decembrie, aliații au atins în cele din urmă cursul Rurului și au încercat să își asigure controlul asupra barajelor. În aceste momente, germanii au lansat propria lor ofensivă, Wacht am Rhein. Pentru stăvilirea Ofensivei din Ardeni, ofensiva aliaților a trebuit oprită până în februarie 1945. 

## Contextul general
În iunie 1944, aliații au executat debarcarea din Normandia și au deschis al doilea front. După ce trupele aliate au părăsit Normandia, Wehrmachtul german a suferit în perioada iulie-august o serie de înfrângeri grele, printre cele mai importante fiind cea din punga Falaise. După aceste înfrângeri, defensiva germană și nordul și vestul Franței s-a prăbușit, ceea ce a dus la o retragere grăbită spre teritoriul național. Înaintarea rapidă pe frontul de vest și victoriile de pe frontul de est ale Armatei Roșii au făcut ca Înaltul comandament aliat să creadă că Wehrmachtul se află în pragul colapsului, iar victoria poate fi obținută până la Crăciunul anului 1944. Ținând seama de toate aceste motive, aliații occidentali au lansat un plan foarte riscant pentru executarea unui atac direct prin Țările de Jos spre Germania - Operațiunea Market Garden. Acest plan s-a dovedit prea ambițios, Wehrmachtul fiind capabil să se reorganizeze și să își întărească forțele, iar Market Garden s-a încheiat cu un eșec. Spre sfârșitul lunii septembrie, înaintarea aliaților s-a oprit brusc, una din cauzele principale fiind problemele de aprovizionare. Răgazul obținut a permis germanilor să se pregătească pentru ofensivele aliate care urmau să vină. Germanii au reușit să mobilizeze efective importante pe Linia Siegfried. Această linie defensivă dispunea de o serie de fortificații vechi, care ar fi trebuit să pună puține probleme armatelor aliate, dotate cu cele mai moderne arme ale vremii.

### Primul atac în pădurea Hürtgen
În nordul Belgiei, aliații luptau încă pe râul Scheldt, iar în sud se duceau lupte grele în Lorena. În centrul frontului s-a desfășurat Bătălia de la Aachen în perioada 2–21 octombrie, acțiunile purtându-se în apropierea graniței germane. 
Puternica rezistență germană a împiedicat realizarea planurilor aliate pentru reluarea înaintării rapide. În etapa de pregătire a Operațiunii Regina, a fost organizată o ofensivă preliminară în pădurea Hürtgen, scopul principal fiind eliminare oricăror tentative de contraatac al forțelor germane cantonate în pădure. Obiectivele principal era asigurarea unei căi de înaintare sigure spre importantul nod rutier de la Düren și cucerirea unor poziții favorabile de plecare pentru efectivele aliate ale Operațiunii Regina. Divizia a 9-a de infanterie era implicată în luptele din pădure încă din septembrie, iar aliații se așteptau doar la o rezistență limitată a germanilor. Pe 2 noiembrie, cu trei zile înainte de data de declanșare a Operațiunii Regina, Divizia a 28-a a lansat o ofensivă împotriva orașului Schmidt apărat de Divizia a 275-a a Wehrmachtului. Orașul a fost cucerit, dar germanii au reacționat rapid, au detașat în zonă unități ale Diviziei 89 de infanterie și ale Diviziei 116 Panzer. Contraatacul germanilor i-au alungat pe americani din oraș, iar ofensiva aliată a intrat într-un impas sângeros.

### Planificarea

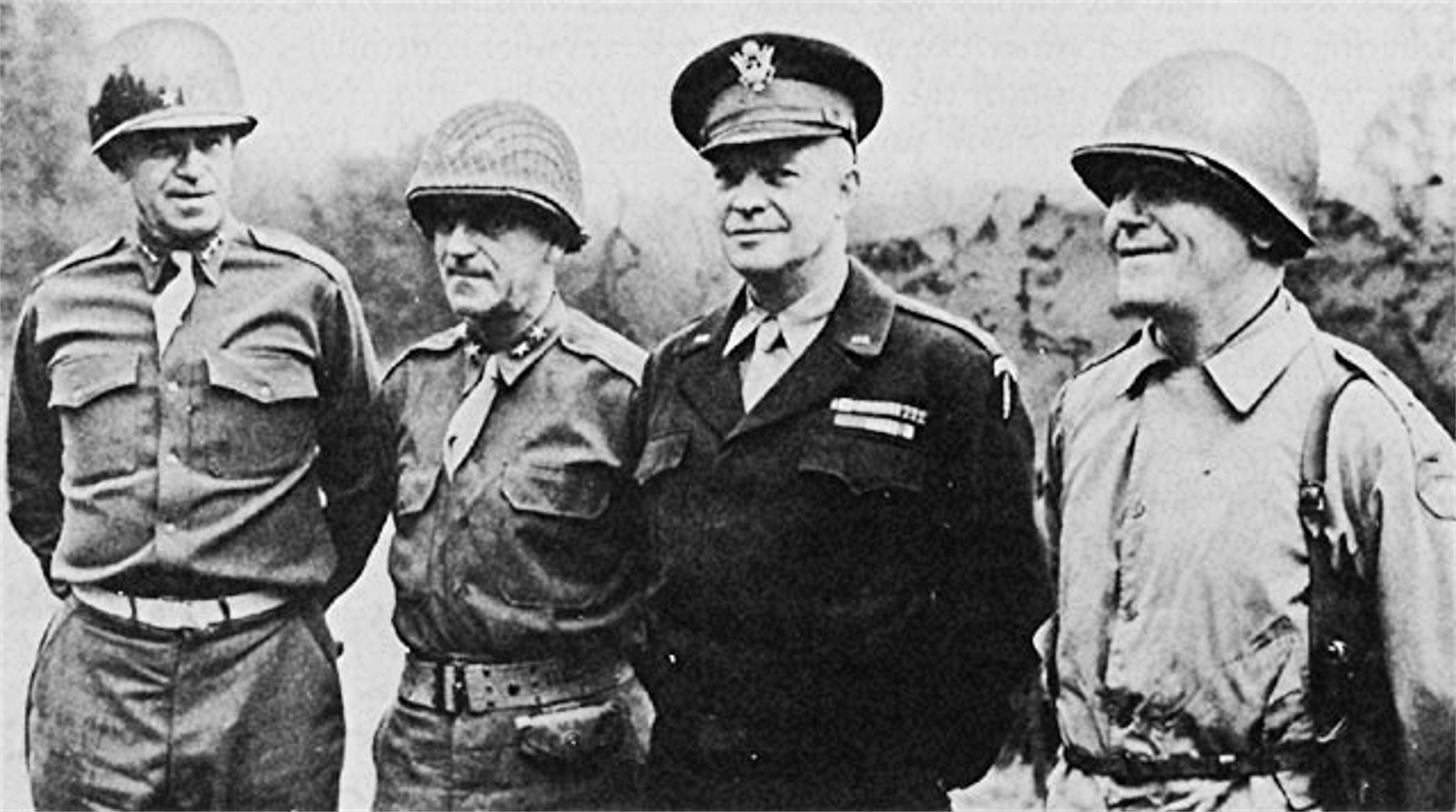
Bradley, Gerow, Eisenhower și Collins (de la stânga la dreapta)

Înaltul comandament aliat a planificat o ofensivă pe front larg în zona de responsabilitate a Armatei a 9-a SUA, sprijinită de Armata I și unități ale Armatei a 2-a britanice. atacul urma să fie dat împotriva pozițiilor germane din valea râului Rur și trebuia să stabilească capete de pod la Linnich, Jülich și Düren. Armata I, care era deja staționată în apropierea Pădurii Hürtgen, trebuia să execute atacul principal prin pădurea Hürtgen spre valea Rurului. Armata a 9-a trebuia să înainteze la nord de pădure, prin câmpia Rurului. Corpul al XXX-lea britanic trebuia să reducă punga de la Geilenkirchen în nord în cadrul unei operațiuni separate,  Clipper. Obiectivul pe termen lung după ce ar fi fost traversată valea Rurului era atingerea aliniamentului Rinului și cucerirea de capete de pod la Krefeld și Düsseldorf, care ar fi asigurat bazele de atac pentru asaltul teritoriului german la începutul primăverii. 
Un număr mare de bombardiere strategice urmau să execute atacuri tactice în zonă, pentru tăierea liniilor de aprovizionare și distrugea infrastructurii și a pozițiilor defensive ale inamicului. Operațiunea în ansamblu a fost denumită Queen (Regina). 
Flota aeriană a 8-a SUA trebuia să bombardeze fortificațiile din jurul Eschweiler și Aldenhoven, iar Flota aeriană a 9-a SUA era desemnată pentru distrugerea fortificațiilor din jurul Jülich și Langerwehe. În același timp, RAF Bomber Command trebuia să distrugă nodurile de comunicație de la Jülich și Düren. Orașele mai mici Heinsberg, Erkelenz și Hückelhoven au fost desemnate ca ținte secundare.

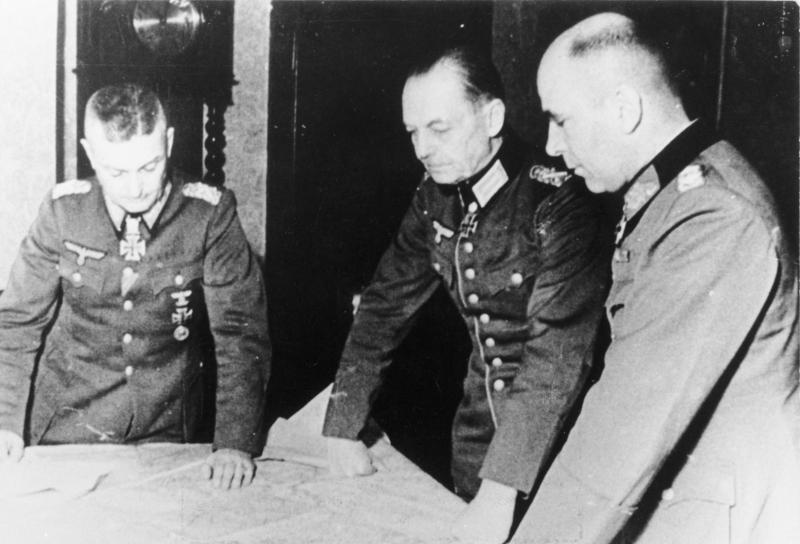
Rundstedt (la centru) și Model (în stânga) în timpul planificării ofensivei din Ardeni

Data inițială a atacului a fost stabilită pentru 5 noiembrie. Ea a fost amânată pe 10 noiembrie, dar, datorită condițiilor meteo nefavorabile, a fost amânată din nou pentru 16 noiembrie. Ofensiva terestră trebuia să înceapă imediat după finalizarea raidurilor aeriene, ceea ce nu le-ar fi lăsat germanilor timp pentru refacerea fortificațiilor, căilor de aprovizionare și de comunicații.
Planul germanilor era total diferit. Wehrmacht pierduse inițiativa strategică și planificase recucerirea acesteia printr-o contraofensivă în vest sub numele de cod Wacht am Rhein. Primul proiect al planului fusese finalizat în mare secret încă din octombrie 1944 și prevedea un atac prin Ardeni, o copie a campaniei încununată de succes din 1940 împotriva Franței. Planul presupunea ca cele mai bune divizii ale Wehrmachtului să fie ținute în rezervă în timpul luptelor din toamnă, timp în care să se întărească și pregătească pentru ofensivă. Pentru executarea cu succes a misiunii, păstrarea pozițiilor de-a lungul cursului râului Rur a fost considerată de importanță vitală, pentru împiedicarea atacului aliaților din flancuri. Planul german pentru campania din noiembrie-decembrie era prin urmare păstrarea controlului asupra cursului Rurului cu minimum de forțe disponibile până în momentul lansării Ofensivei din Ardeni.
Germanii mai aveau însă un as în mânecă. Ei dețineau controlul asupra digurilor de pe Rur și puteau să inunde toată valea râului dar și zonele mai depărtate din aval, până la Meuse și în interiorul Țărilor de Jos. Inundarea unor teritorii atât de vaste ar fi dus la distrugeri de amploare, inclusiv ale podurilor peste Rur controlate de aliați. Într-o asemenea situație, unitățile militare ale aliaților de la est de Rur ar fi fost complet izolate și ar fi devenit foarte vulnerabile la atacurile germane. Comandanții aliați nu au înțeles pe deplin pentru o perioadă lungă de timp importanța digurilor și doar cu câteva zile înainte de finalizarea ofensivei americanii au efectuat primele manevre pentru cucerirea lor.

### Efectivele aliate și germane
Forțele aliate participante la operațiune au fost Armata a 9-a SUA din componența Grupului de Armata 12 comandat de Omar Bradley și Corpurile de Armată V și VII ale Armatei I SUA, ultimul dintre ele primind sarcina declanșării atacului principal prin pădurea Hürtgen. Corpul V asigura protecția flancului sudic. Ambele armate au fost puternic întărite pentru ofensiva care avea să urmeze. Efectivele totale ale Armatei I au crescut de la 250.000 de oameni în septembrie la aproximativ 320.000 în pragul ofensivei, deși doar 120.000 de soldați au participat efectiv la luptele principale. Armata I avea în dotare aproximativ 700 de tancuri. În octombrie, aliații sufereau o criză majoră de aprovizionare dar, la începutul lui noiembrie, problemele de aprovizionare fuseseră în cea mai mare parte rezolvate. Armata a 9-a avea efective mai reduse, fiind formată din Corpul de armată XIX și mai multe divizii independente. Corpul XII, care făcea de asemenea parte din Armata a 9-a, era în reorganizare. Pentru sprijinirea acțiunilor terestre, comandanții americani repartizaseră cea mai mare forță de bombardament tactic, formată din aproximativ 4.500 de avioane.
După seria de înfrângeri din vara anului 1944, aliații se așteptau ca Wehrmacht să nu fie capabil să se refacă, dar realitatea i-a contrazis pe planificatori. În ciuda unor mari pierderi omenești, Wehrmachtul le-a compensat prin transferul unor trupe terestre de rezervă, a unor efective din Luftwaffe  și Kriegsmarine. În ceea ce privește producția industrială, situația era chiar mai bună. În ciuda campaniei aliate de bombardament, a cărei intensitate crescuse neîncetat, a pierderii de teritorii și de fabrici, producția de război a atins un vârf în toamna anului 1944, după reformele lui Albert Speer și intensificarea folosirii muncitorilor-sclavi. În vederea pregătirii Ofensivei din Ardeni, Armata a 5-a Panzer a fost retrasă de pe front și înlocuită cu Armata a 15-a Wehrmacht. Numele armatelor au fost schimbate pentru ascunderea manevrelor de trupe. În momentul declanșării atacului, aliații aveau în față două armate – Armata a 15-a în pădurea Hürtgen și Armata a 7-a în câmpiile din nord. Deși în acte aveau efective egale cu armatele aliaților, efectivele lor erau depășite cu mult de cele ale americanilor. În unele sectoare ale frontului, aliații îi depășeau numeric pe germani cu 5:1. Germanii sufereau în această etapă a războiului de o mare criză de soldați. Cele mai multe unități germane sufereau din cauza lipsei soldaților, unele divizii numărând doar câteva mii de oameni. Pe de altă parte, inferioritatea numerică a germanilor era compensată parțial de sprijinul de artilerie și de blindate considerabil. Trupele germane erau comandate de Generalfeldmarshall Gerd von Rundstedt și de Generalfeldmarshall Walther Model, cel din urmă fiind considerat unul dintre specialiștii luptelor de apărare.

## Ofensiva

### Raidurile preliminare de aviație
Pe 16 noiembrie 1944, între orele 11:13 și 12:48, aliații au executat un bombardament preliminar. 1.204 bombardiere grele ale Flotei a 8-a SUA au lovit Eschweiler, Weisweiler și Langerwehe cu 4.120 t de bombe, iar 339 bombardiere ale Flotei a 9-a SUA au lansat 200 t de bombe asupra Hamich, Hürtgen și Gey. În același timp, 467 de bombardiere grele britanice au atacat Düren și Jülich, iar alte 180 au lovit Heinsberg.
Rezultatele bombardierelor au variat. Orașele germane au suferit distrugeri masive. Comunicațiile germane au fost grav afectate, iar efectul asupra moralului soldaților a fost copleșitor, în special în cazul unităților formate din soldați tineri și lipsiți de experiență. Totuși, trupele din prima linie au suferit pierderi scăzute. Comandanții flotelor aeriene aliate au trebuit să recunoască faptul că rezultatele bombardamentelor nu se ridicaseră la nivelul așteptărilor. În plus, apărarea antiaeriană germană a reușit să doboare 12 bombardiere.

### Înaintarea Armatei I prin pădurea Hürtgen

#### Luptele Corpului VII în noiembrie

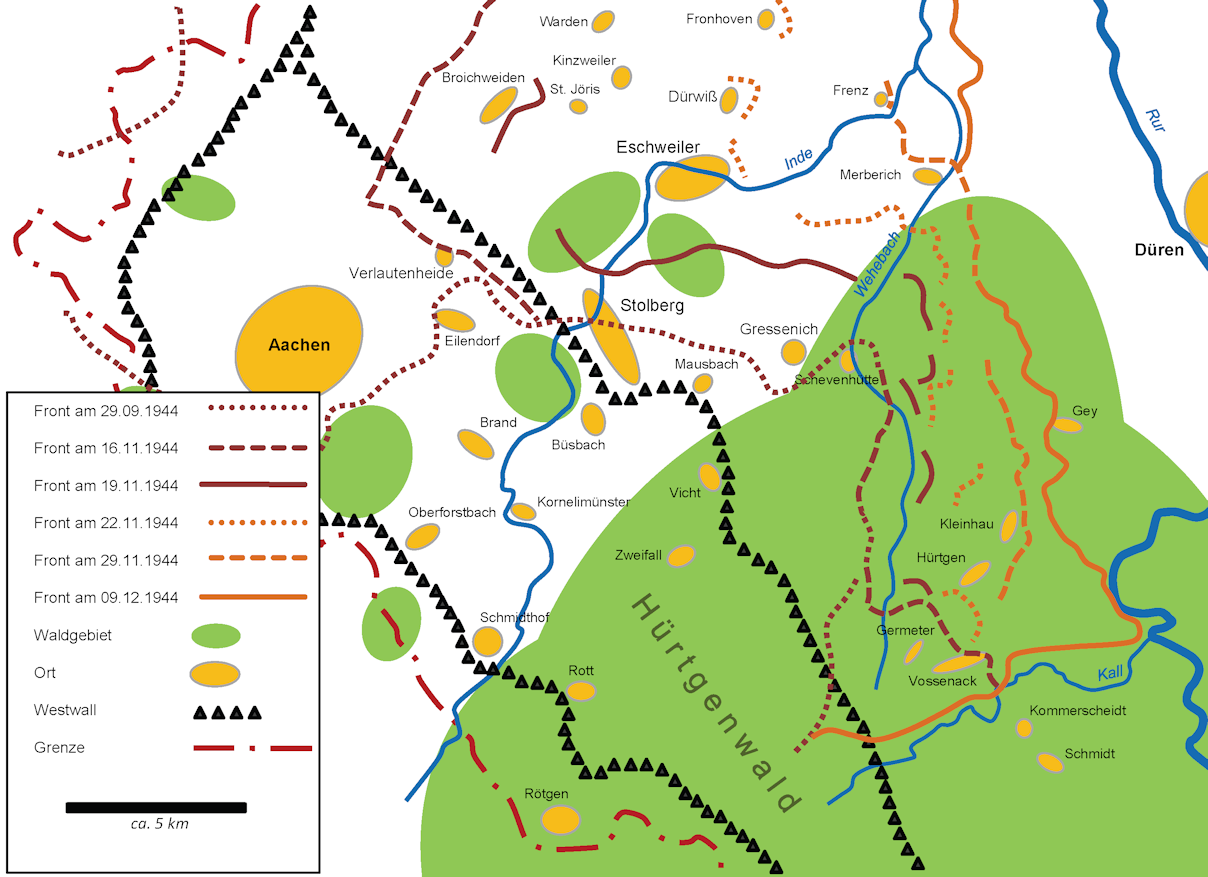
Ofensiva aliată din noiembrie până la începutul lunii decembrie

Corpul al VII-lea comandat de J. Lawton Collins a efectuat atacul principal după o puternică pregătire de artilerie și raiduri aeriene intense. În fața americanilor se afla Corpul LXXXI cu efective incomplete comandat de Friedrich Köchling. Corpul german era format din trei divizii: Divizia a 3-a Panzergrenadier, Divizia a 246-a Volksgrenadier și Divizia a 12-a Volksgrenadier. În momentul declanșării atacului aliat era în plină desfășurare procesul de transfer pe front a Diviziei a 47-a Volksgrenadier. Această mare unitate fusese formată în mare grabă din personal al Luftwaffe, tineri de 18-19 ani. Toate diviziile germane aveau efectivele incomplete dar, pe de altă parte, infanteria avea asigurat sprijinul artileriei mobile și a unităților de rezervă de blindate.
Atacul Corpului VII a fost deschis de două acțiuni insistente ale Diviziei I de infanterie pe flancul drept și a Diviziei a 104-a pe cel stâng. În cadrul atacului inițial, Divizia I a obținut succese limitate împotriva pozițiilor Diviziei a 47-a Volksgrenadier din jurul localității Hamich. Americanii au suferit pierderi importante, în special după ce germanii au lansat contraatacuri sprijinite de rezervele mobile din cadrul Diviziei a 116-a Panzer. După patru zile de lupte, Hamichul a fost cucerit în cele din urmă, dar americanii nu înaintaseră decât 3,2 km cu prețul pierderii a 1.000 de soldați.
În acest timp, Collins a ordonat Diviziei a 3-a blindate să își divizeze forțele: o parte trebuia să sprijine Divizia a 104-a, iar cealaltă urma să acționeze independent și să preia controlul asupra a patru sate (Werth, Koettenich, Scherpenseel și Hastenrath) din partea de nord-vestul pădurii Hürtgen. Aceste sate erau apărate de Divizia a 12-a Volksgrenadier. Coridorul îngust dintre Diviziile I și 104 era unul dintre puținele locuri care se pretau la folosirea masivă a tacurilor. Deși cele patru sate au fost cucerite în trei zile, terenul noroios a împiedicat mișcarea rapidă a blindatelor, iar pierderile în tehnică de luptă au fost foarte grele – 49 din cele 69 de tancuri din dotare au fost distruse.
Înaintarea Diviziei I a continuat să fie înceată. Germanii ocupau poziții defensive favorabile, plasate pe înălțimi, de unde supravegheau în mod eficient toate căile de deplasare ale trupelor aliate. Tactica germană era să lupte în zonele puternic împădurite, unde focul artileriei americane și bombardamentele de aviație erau ineficiente. Americanii au fost atrași în lupte sângeroase de tranșee. Americanii au fost obligați să lupte din greu pentru cucerirea dealurilor unul câte unul și cu pierderi foarte mari. Numeroasele atacuri germane au contribuit din plin la încetinirea înaintării americanilor, deseori aceștia din urmă fiind nevoiți să cedeze terenul cucerit cu mari eforturi. În fața acestor greutăți, Collins a luat pe 21 noiembrie decizia disperată să transfere toate piesele disponibile de artilerie în zonă pentru ca să deschidă un culoar sigur pentru înaintarea Diviziei I. În timp de prima fază a ofensivei terestre era în plină desfășurare, prima jumătate a Diviziei blindate a 3-a a primit sarcina să acționeze pe flancul de nord (stâng) al Diviziei I. Atacul blindatelor a dus la cucerirea Frenzerburg (de lângă Inden). Această luptă a durat până pe 28 noiembrie. Între timp, feldmareșalul Rundstedt a hotărât să arunce în luptă o parte a rezervelor, acestea fiind două divizii, care fuseseră inițial destinate Ofensivei din Ardeni. Au fost transferate pe front efectivele Diviziei a 3-a parașutiști, iar soldații epuizați din Diviziile 12 și 47 Volksgrenadier au fost retrase din prima linie. Problemele logistice ale acestui transfer, dar și lipsa de experiență în luptă a noilor veniți au permis în cele din urmă americanilor din Divizia I să înfrângă rezistența germanilor în pădure și să cucerească până pe 28 noiembrie localitățile de la est de aceasta – Langerwehe, Jüngersdorf și Merode. Cu toate aceste, situați grea a atacatorilor nu s-a modificat, iar contraatacul violent al parașutiștilor germani la Merode a dus la distrugerea a două companii americane. La începutul lunii decembrie, militarii Diviziei I erau epuizați și moralul zdruncinat. Divizia I suferise deja pierderea a 6.000 de oameni.

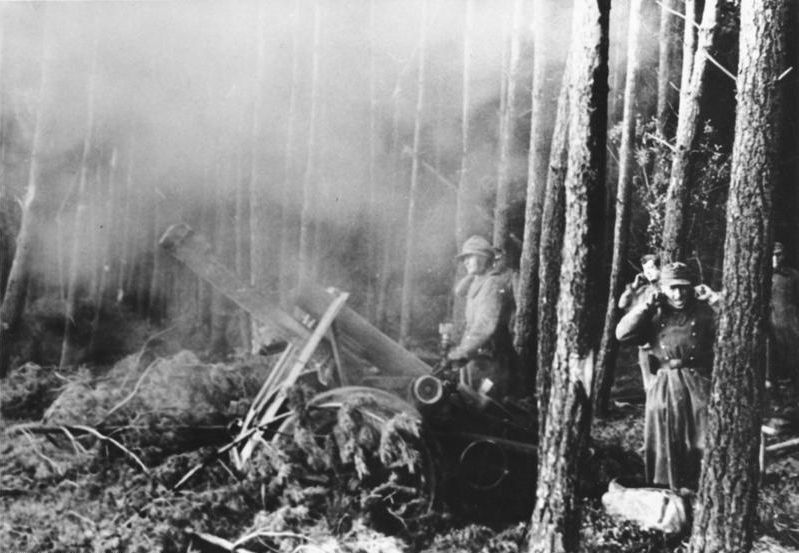
Artileria germană din pădurea Hürtgen

Înaintarea Diviziei a 104-a a decurs în condiții ceva mai bune. Americanii au reușit să asigure securitatea flancului stâng al Corpului VII, între Armatele I și IX SUA. Obiectivul diviziei era cucerirea triunghiului industrial cuprins între Eschweiler-Weisweiler și pădurile Eschweiler de la Stolberg. Această parte a frontului era dominată de înălțimile Donnerberg de lângă satul omonim. Împotriva americanilor luptau unitățile de Panzergrenadier din Divizia a 3-a germană. În primele zile, zona Donnerberg a fost intens atacată, dar pe 19 noiembrie dealul a fost cucerit de americani. După acest succes, divizia și-a reluat înaintarea pe două direcții simultan, către Stolberg și Eschweiler. Stolberg a fost cucerit în aceeași zi, dar rezistența germanilor la Eschweiler a fost foarte puternică, iar americanii au hotărât să încerce să încercuiască orașul. În fața amenințării cu pierderea garnizoanei orașului, comandamentul german a hotărât să abandoneze Eschweiler. Americanii au înaintat mai apoi de-a lungul malului vestic al râului Inde. Înaintarea americanilor a fost întâmpinată cu o rezistență puternică, având loc lupte grele, cu pierderi mari în ambele tabere. Datorită pierderilor grele, Divizia a 12-a Volksgrenadier a ajuns practic la pragul distrugerii definitive, dar a fost înlocuită la timp cu parașutiștii Diviziei a 3-a. Americanii au ocupat pe 26 noiembrie Weisweiler, după ce germanii au ales încă o dată să se retragă dintr-un oraș pentru ca să evite încercuirea. Inden a fost cucerit pe 30 noiembrie, iar triunghiul industrial, care fusese obiectivul inițial al americanilor, a fost pierdut definitiv de germani. Odată cu obținerea acestui succes, americanii, care controlau malul vestic al râului Inde, puteau să se pregătească de noua fază a luptelor, traversarea cursului de apă și atacarea regiunii Rur. Traversarea râului la Lamersdorf a început pe 2 decembrie. Acțiunea a fost inițial un succes, iar americanii au înaintat rapid spre obiectivul principal, orașul Lucherberg, care a fost cucerit relativ ușor. Americanii efectuau operațiuni de anihilare ale unor centre răzlețe de rezistență germană, când au trebuit să facă față unui contraatac puternic al inamicului sprijinit de tancuri grele. Luptele pentru respingerea contraatacului au durat patru ore. Pe 5 decembrie, americanii cuceriseră definitiv controlul asupra Lucherbergului și a regiunii înconjurătoare. Dat fiind faptul că alte unități ale corpului de armată înaintau mai încet, Collins ordonat o încetare a înaintării în această zonă a frontului.
Aparte de atacul dublu dat de Diviziile I și 104, comandanții americani au considerat că trebuie executat un al treilea atac spre Düren. Acest obiectiv a fost repartizat Diviziei a 4-a de infanterie SUA, care era staționat pe flancul sudic al Corpului VII. Divizia a 4-a a trebuit să se deplaseze pe un drum dintre Hürtgen și Schevenhütte, în timpul deplasării capturând și satele  Kleinhau și Grosshau. Aici, divizia trebuia să înlocuiască pozițiile ocupate de Divizia a 28, ai cărui militari erau epuizați de luptele neîntrerupte purtate până atunci la Schmidt. Pozițiile defensive erau ocupate de Divizia a 275-a, care, deși slăbită, era formată din soldați cu experiență. Unitățile germane, care suferiseră pierderi grele, nu mai puteau oferi o rezistență la fel de puternică ca la începutul lui noiembrie, dar defensiva fusese bine pregătită, terenul accidentat și câmpurile minate provocând mari pierderi americanilor. După cinci zile de lupte, americanii nu au reușit să înainteze decât 2,5 km, dar pierduseră deja 1.500 de oameni. În același timp, germani au schimbat din nou ordinea de luptă. Divizia a 116-a blindate, care participase la organizarea mai multor contraatacuri în fazele de început ale luptei, a fost retrasă pe 21 noiembrie ca să participe la Ofensiva din Ardeni. La fel s-a procedat și cu Divizia a 275-a de infanterie, care avea efectivele incomplete. În locul lor au fost aduse Divizia a 344-a Volksgrenadier, formată din soldați neexperimentați, și Divizia a 353-a Volksgrenadier, care a fost plasată în rezervă.

#### Intrarea Corpului V în ofensivă

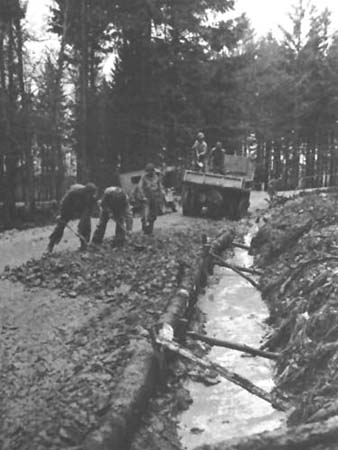
Geniștii americani repară un drum noroios din pădurea Hürtgen

Planul inițial nu prevedea nici un fel de acțiune pentru Corpul V comandat de generalul Gerow până când Corpul VII nu își îndeplinea principalele obiective. Corpul V urma după aceasta ca, alături de Corpul VII, să execute un atac scurt spre Bonn. După primele zile ale operațiunii, comandanții americani și-au dat seama că este nevoie de un ajutor suplimentar pentru Corpul VII, pentru că, altfel, acesta din urmă nu își poate atinge obiectivele. Din acest motiv, Corpul V, plasat la sud de Corpul VII, a primit ordinul de intrare în luptă. Prima acțiunea a lui Gerow a fost înlocuirea pe poziții a Diviziei a 28-a cu Divizia a 8-a de infanterie SUA, care urma mai apoi sprijine atacul în plină desfășurare a Diviziei a 4-a. Divizia a 8-a a primit sprijinul tancurilor din rezerva Diviziei a 5-a de blindate. Divizia nou intrată în luptă a preluat obiective Diviziei a 4-a, cucerirea Hürtgen și Kleinhau, declanșând atacul pe 21 noiembrie.
Înaintarea Diviziei a 8-a fost continuă, dar înceată. Divizia a 4-a a reușit să ajungă la Grosshau pe 25 noiembrie, dar nu a reușit să cucerească localitatea datorită rezistenței puternice a defensivei germane și proastei colaborări cu unitățile de blindate. În același timp, unitățile de blindate de rezervă au încercat să desfășoare un atac direct asupra Hürtgenului, tentativă care s-a încheiat cu un eșec total în fața puternicilor poziții antitanc germane. În noul atac declanșat pe 28 noiembrie doar de unitățile de infanterie, americanii au reușit să cucerească  Hürtgenul. Diviziile 4 și 8 au declanșat mai apoi pe 29 noiembrie un atac simultan împotriva localităților Grosshau și Kleinhau, cele două orașe fiind cucerite în aceeași zi. 
Acest succes a dat un nou imbold eforturilor americane. Divizia a 8-a și tancurile de sprijin și-au continuat înaintarea spre est în următoarele câteva zile spre înălțimile Brandenberg-Bergstein. Brandenbergul a fost cucerit pe 2 decembrie. În aceeași zi, 60 de avioane Luftwaffe au efectuat un raid masiv  împotriva pozițiilor americane, producând însă pierderi minore. Pe 5 decembrie, americanii au cucerit Bergstein. Pentru oprirea atacului american, germanii au organizat un contraatac de mare amploare pentru recucerirea controlului asupra orașului. În timpul nopții de 5 spre 6 decembrie și a zilei următoare, au avut loc lupte foarte grele, până când care dealul care domina orașul Bergstein a fost  cucerit, iar germanii au fost respinși definitiv. Această victorie a adus Corpul V în apropierea Rurului. Americanii au reușit să atingă malul vestic al râului o zi mai târziu.
În acest timp, Divizia a 4-a a obținut mai multe victorii. După cucerirea orașului Grosshau, infanteriștii au fost sprijiniți de unitățile de blindate de rezervă. Divizia și-a îndreptat atacul spre Gey, unde a ajuns pe 30 noiembrie, unde au întâlnit poziții defensive foarte puternice. Pe 2 decembrie, germanii au lansat un contraatac puternic, care a provocat pierderi importante americanilor. Ofensiva germană nu a putut fi oprită decât cu ajutorul focului intens al artileriei. Divizia a 4-a pierduse de la începutul ofensivei aproximativ 6.000 de oameni, ceea ce o împiedica să mai desfășoare acțiuni ofensive de amploare. Ca urmare, Collins a hotărât să oprească ofensiva, să retragă unitățile epuizate și afectate de pierderi, înlocuindu-le cu Divizia a 83-a de infanterie SUA pe 3 decembrie.

La începutul lunii decembrie, Armata I reușise să își croiască drumul afară din pădurea Hürtgen. Deși Corpul V ajunsese pe malul Rurului în extrema sudică a frontului, Corpul VII nu a reușit să își atingă obiectivele în aceeași perioadă de timp. Pierderile suferite de americani în această operațiunea au fost uriașe. Luptele din pădurea Hürtgen, care începuseră încă din septembrie, costaseră trupele aliate pierderile vieților a aproximativ 32.000 de soldați

### Înaintarea Armatei a 9-a prin câmpia Rurului
Armata a 9-a trebuia să înainteze prin câmpia Rurului în paralel cu înaintarea Armatei I prin pădurea Hürtgen. Condițiile în care trebuia să acționeze Armata a 9-a era complet diferită de cele întâlnite în pădurea deasă în care lupta Armata I. Era vorba de o câmpie întinsă, o zonă agricolă cu mici sate. Tactica folosită de cele două tabere a fost total diferită. Germanii se așteptau ca aliații să execute lovitura principală în zona joasă de câmpie, în vreme ce americanii aleseseră pentru această acțiune pădurea Hürtgen. Unul dintre motivele pentru alegerea făcută de americani a fost existența  pungii Geilenkirchen din flancul nordic al Armatei a 9-a, care amenința operațiunile ofensive aliate. Această pungă a fost redusă și eliminată în cele din urmă în cadrul Operațiunii Clipper prin atacul combinat americano-britanic până pe 22 noiembrie.
Atacul principal a fost executat de Corpul XIX al Armatei a 9-a de sub comanda generalului  Gillem, care a trebuit să înfrângă rezistența Corpului  LXXXI  german și a blindatelor din forțele de rezervă (Corpul XLVII Panzer). Planul de atac presupunea o înaintare rapidă spre Jülich cu trei divizii. Divizia a 2-a blindată SUA trebuia să înainteze în linie dreaptă spre Linnich și de aici mai departe spre Rur. În centru, Divizia a 29-a de infanterie SUA trebuia să înainteze direct spre Jülich, iar la sud, Divizia a 30-a de infanterie SUA trebuia să cucerească Würselen și să continue avansarea spre valea Rururului.
La fel ca în cazul atacului Armatei I, atacul Armatei a 9-a a început cu un bombardament masiv de aviație executat asupra pozițiilor germane pe 16 noiembrie. Imediat după încetarea raidurilor aeriene, Divizia a 30-a a declanșat un atac frontal asupra primului obiectiv – Würselen. După patru zile de lupte grele, americanii au cucerit orașul. Rezistența germană a Diviziei a 3-a Panzergrenadier, deși puternică, a avut de suferit datorită zonei prea mari pe care trebuia să o acopere. 
În zona centrală a atacat divizia a Divizia a 29-a. Planul prevedea  o înaintare în regiunea dintre orașe, după care trebuia să atace punctele fortificate care fuseseră încercuite. Acest plan a fost s-a dovedit nerealist, iar Divizia a 29-a a fost blocată în scurtă vreme fără să poată înainta. În sprijinul atacului Diviziei a 29-a a intervenit Divizia a 2-a blindată. Americani au reluat înaintarea pe 18 noiembrie spre Bettendorf și regiunea orașului Siersdorf împotriva liniilor Diviziei a 246 germane de infanterie. Divizia germană avea efectivele incomplete, mult reduse în timpul luptelor și, pe 21 noiembrie, americanii au ajuns la doar 2 km de valea râului Rur.

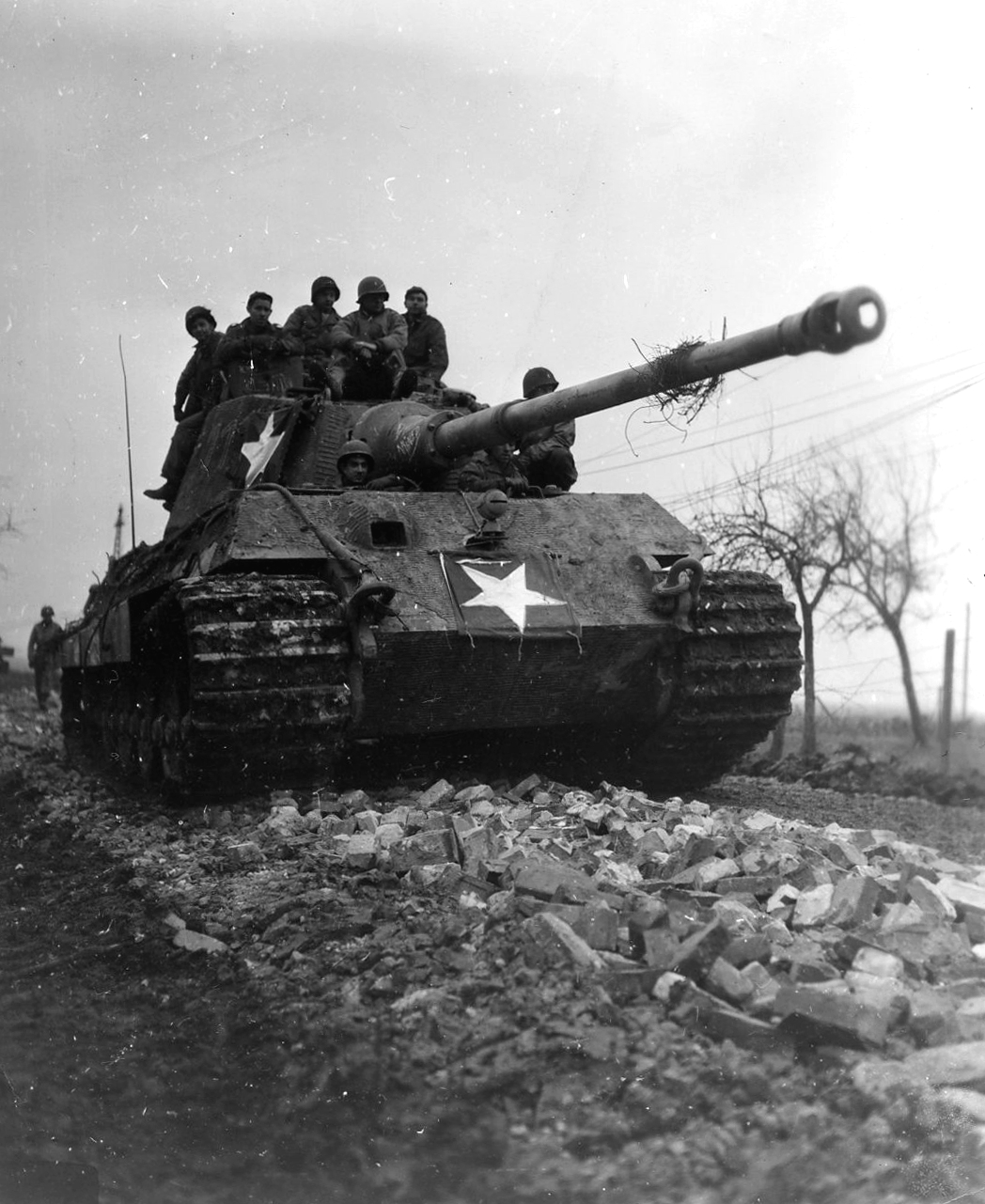
Tanc Tiger II capturat de americani, cu semnele de identificare SUA acoperindu-le pe cele originale

Între timp, Divizia a 2-a a pornit propriul atac în nord, la Gereonsweiler și Linnich. Înaintarea diviziei a fost foarte susținută și, a doua zi, orașele Puffendorf și Immendorf au fost cucerite. Acest succes a alarmat comandamentul german și Rundstedt a autorizat mutarea Diviziei a 9-a Panzer pentru organizare unui contraatac puternic în zona celor două orașe. Divizia a fost întărită cu un batalion de tancuri grele, cu 36 de blindate Tiger III. Germanii au reușit la Immersdorf să intre în oraș, dar au fost respinși în cele din urmă până seara. Luptele principale s-au desfășurat la Puffendorf. Dat fiind faptul că Divizia a 2-a blindată SUA ia hotărât să atace din Puffendorf pe direcția Gereonsweiler, coloanele americanilor au fost surprinse în plină deplasare de 30 de tancuri germane. În timpul luptelor care au urmat, americanii au suferit pierderi grele și au trebuit să se retragă pe pozițiile de plecare. În continuare, luptele s-au desfășurat în jurul orașelor. În cursul acestei zile, germanii au înregistrat pierderea a 11 tancuri, în vreme ce americanii au pierdut 57 de blindate. În ciuda acestor realități, după scurtă vreme americanii reluând înaintarea, împingând înapoi încet și sigur liniile germane prin combinarea atacurilor de infanterie, de artilerie și a raidurilor de aviație. În noaptea de 20/21 noiembrie, cele două tabere s-au confruntat în lupte violente în apropierea orașului Gereonsweiler și mai apoi în localitate, până când germanii au fost definitiv înfrânți.
Pe 22 noiembrie, toate cele trei divizii ale Corpului XIX se aflau în marș spre cursul Rurului. Acesta a fost momentul în care comandamentul german a hotărât să trimită în această zonă a frontului o nouă mare unitate – Divizia a 340-a Volksgrenadier – pentru apărarea localității Jülich. Trupele proaspăt sosite în această regiune trebuiau să sprijine Divizia a 246-a, care suferise pierderi importante. Datorită rezervelor venite în ajutorul defensivei germane, înaintarea americanilor din Diviziile a 29-a și 30-a de infanterie a fost oprită, mai mult chiar, au fost obligați să se retragă din Bourheim. Ultima linie de apărare din fața orașului Jülich se întindea acum între Bourheim, Koslar și Kirchberg (Jülich). Germanii au reușit de asemenea să respingă din Merzenhausen tancurile Diviziei a 2-a americane. Au urmat mai multe zile de lupte intense, în timpul cărora tirurile de artilerie au înregistrat intensități foarte mari. Pe 23 noiembrie a fost cucerit Bourheim, dar atacatorii au fost opriți din înaintare de barajele de artilerie foarte puternice ale germanilor. După două zile, americanii au  reușit să intre în  Koslar. Germanii au declanșat un contraatac, reușind să intre în Bourheim și Koslar, dar au fost în cele din urmă respinși. Americanii au declanșat ofensiva finală pe 26 noiembrie.. Koslar, Kirchberg și Merzenburg au trecut definit sub controlul american pe 27 noiembrie. Până pe 28 noiembrie, Corpul XIX a reușit să atingă cursul Rurului pe un front larg. Pe malul vestic al râului au mai rămas doar două capete de pod, care au rezistat până pe 9 decembrie. 
La nord de zona de acțiune a Corpului XIX, americanii au cucerit Geilenkirchen în cadrul Operațiunii Clipper, dar înaintarea aliată a fost oprită la Würm, la doar câțiva kilometri de Rur. În timpul desfășurării Operațiunii Queen, Armata a 9-a pierdut 1.133 de oameni morți, 6.864 de răniți și 2.059 de dispăruți în misiune.

### Înaintarea Corpului VII spre Rur
În timp ce Armata a 9-a reușise să își îndeplinească obiectivele, Corpul VII nu reușise la începutul lunii decembrie decât să încheie luptele din pădurea Hürtgen cu pierderi foarte mari. Corpul VII era cu mult în urma programului stabilit. Pentru continuarea luptelor, două divizii de infanterie ale căror efective erau epuizate de luptele de până atunci (Divizia I și a 4-a) au fost înlocuite de trupe de rezervă (Diviziile de infanterie  a 9-a și a 83-a). După reorganizare frontului, atacul a fost reluat pe 10 decembrie spre orașul Düren și cursul Rurului. Efectivele germane erau foarte reduse în acest moment al luptelor, defensiva sprijinindu-se în special pe efectuarea unor puternice baraje de artilerie. În nord, Diviziile a 9-a și a 104-a, sprijinite de Divizia a 3-a blindată, au înaintat fără să întimpine o rezistență importantă.  Germanii din Divizia a 3-a de parașutiști și în special Divizia a 246-a de infanterie nu au reușit să opună o rezistență serioasă. După patru zile de lupte, Divizia a 104-a a reușit să ajungă la Rur. După relativ puțin timp, în zonă au ajuns și americanii din Divizia a 9-a. În timpul luptelor, Divizia a 3-a de parașutiști a fost înlocuită de Divizia a 47-a Volksgrenadier, care fusese formată în mare grabă
În partea de sud, Divizia a 83-a a trebuit să facă fața unor probleme mult mai mari. Divizia a trebuit să înainteze spre orașele Strass și Gey. Orașul Gey fusese deja teatrul unor lupte foarte grele, în timpul cărora Divizia a 4-a SUA a fost practic scoasă din luptă. Militarii odihniți ai Diviziei a 83-a, sprijiniți de tancurile Diviziei a 5-a blindate, au reușit să cucerească cea mai mare parte a orașului Strass și să ajungă la porțile orașului Gey în aceeași zi. Gey era apărată de Divizia a 353-a Volksgrenadier. Drumurile noroioase și câmpurile minate au împiedicat desfășurarea în zonă a tancurilor americane, care să acționeze în sprijinul infanteriei. Ca urmare, după o serie de contraatacuri hotărâte ale germanilor la Schafberg, unitățile americane care ocupau orașul Strass au fost încercuite, iar aprovizionarea lor nu s-a mai putut face decât pe calea aerului. Schafberg a fost recucerit de americani pe 12 decembrie, iar tancurile au ajuns în sfârșit la Gey și Strass, balanța victoriei înclinând definitiv în favoarea aliaților. Aceste reușite au fost obținute cu pierderi grele, aproximativ 1.000 de oameni ai diviziei fiind uciși în doar trei zile de lupte.
La nord de orașul Gey, înaintarea americanilor a decurs mai bine, fiind cucerite orașele Gürzenich și Birgel. Pe 14 decembrie, infanteria americană sprijinită de tancuri a lansat un nou atac. După ce atacul americanilor a fost inițial oprit la est de Strass, victoriile aliate din alte părți ale frontului i-au obligat pe germani să se retragă. Pe 16 decembrie, Corpul VII a reușit în cele din urmă să ajungă pe malurile Rurului. Germanii au reușit să mai păstreze doar câteva capete de pod mici pe malul vestic. Pierderile umane suferite de Corpul VII au fost uriașe – circat 27.000 de morți într-o singură lună.

### Barajele de pe Rur

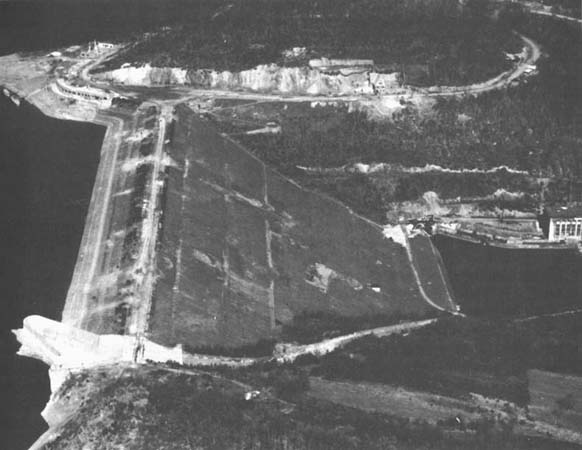
Barajul Schwammenauel pe Rur

În timpul înaintării aliaților spre Rur, comandanții americani au recunoscut în sfârșit importanța barajelor de pe râu. Barajele erau obiective strategice importante, ele permițând germanilor să inunde valea Rurului și mai departe în aval, până pe valea Meusei și în zonele joase din Țările de Jos. Deversarea apei din lacurile de acumulare ar fi întârziat mult ofensiva aliată și ar fi putut produce pierderi importante trupelor terestre care ar fi fost izolate la este de zona inundată. A trecut foarte mult timp până Înaltul comandament aliat să recunoască importanța barajelor, iar după acest moment a mai fost pierdut o lungă perioadă de timp până să fie organizată prima acțiune importantă. Primele tentative au fost făcute de RAF, care a încercat la începutul lunii decembrie să le distrugă în cursul unor bombardamente aeriene. Britanicii au lansat raiduri la care au participat sute de bombardiere, dar distrugerile provocate barajelor au fost neglijabile. Pe 13 decembrie, Corpul V, care ajunsese deja pe malul vestic al Rururlui, a primit ordin să organizeze un atac pornit din mai multe direcții, inclusiv din Ardeni, pentru cucerirea controlului asupra barajelor. Atacul aliat i-a luat prin surprindere pe germani dar, cum aceștia din urmă erau la sfârșitul pregătirilor pentru propria lor Ofensivă din Ardeni, rezistența celor din urmă a fost foarte eficientă. Pe 16 decembrie, germanii au lansat ultima ofensivă de proporții de pe frontul de vest, ceea ce a dus la încetarea imediată a atacului american în acest sector.

## Urmări
Operațiunea Queen nu a reușit să își atingă obiectivele foarte complicate. La începutul ofensivei, planificatorii aliați considerau că atacul avea să fie doar faza de început a unei înaintări rapide în teritoriul Germaniei, spre Rin. După o lună de lupte, americanii ajunseseră doar la cursul Rurului. Ei nu au reușit să stabilească capete de pod pe malul de est al Rurului, în vreme ce germanii controlau încă capete de pod pe malul de vest și, lucrul cel mai important, barajele de pe râu. Controlul deținut de germani asupra barajelor asigura un mijloc rapid și ieftin pentru controlul unor teritorii vaste.  Chiar și fără să ia în considerație ofensiva din Ardeni (care a fost o surpriză strategică totală pentru americani), planificatorii aliați estimaseră că un atac de amploare cu sorți de izbândă nu putea să fie declanșat decât la mijlocul lunii ianuarie.
Wehrmachtul a reușit să întârzie înaintarea americanilor spre Rur. Păstrarea controlului asupra aliniamentului Rururlui a fost considerată de maximă importanță pentru desfășurarea cu succes a Ofensivei din Ardeni. Preparativele pentru organizarea ofensivei au fost finalizate cu succes, germanii reușind să mobilizeze în secret efective importante, capabile să dea o lovitură inițială puternică. Pe 16 decembrie, aliații au fost luați total prin surprindere, iar germanii au reușit rapid să le spargă frontul. Târziu, în perioada 14-26 ianuarie 1945, așa-numitul „triunghi Roer” a fost curățat de trupele germane în cadrul Operațiunii  Cocoșul de Munte (Blackcock) și, mult mai târziu, în februarie 1945,  aliații au reușit să forțeze cursul Rurului. Drumul spre Rin era deschis în sfârșit. 
Ofensiva din Ardeni a demonstrat lipsa perspectivei strategice pe termen lung pentru Germania. Superioritatea aliaților în oameni și echipament nu a putut fi depășită de germani. apărarea cu succes a aliniamentului Rurului nu a însemnat decât o lungire a războiului, cauzând distrugeri suplimentare și pierderea de noi vieți omenești.